# 슬라브조어
슬라브조어(Proto-Slavic language)는 인도유럽어족 슬라브어파에 속하는 언어들의 문증되지 않는 공통 조상 언어를 재구한 것이다. 슬라브조어는 기원전 2천년경에서 기원후 6세기 사이에 쓰이던 슬라브어의 모습을 보여준다. 다른 조어들과 마찬가지로 슬라브조어를 기록한 자료는 발견된 바 없으며, 학자들은 문증되는 모든 슬라브어파 언어들에 비교 방법론을 적용하고 다른 인도유럽어족 언어들을 참고함으로써 슬라브조어를 재구했다.
슬라브어는 슬라브조어 시기에 빠르게 발달했는데, 이 시기는 슬라브어권의 대규모 확장과 맞물린다. 일찍이 방언차가 생겨났으나, 10세기 무렵에 이르기까지 수 세기 동안 언어의 전반적 통일성과 상호 의사 소통성이 유지되었다. 슬라브조어 시기에는 말소리의 여러 변화가 슬라브어권 전역으로 퍼져나갔다. 따라서 조어를 한 언어군에서 방언차 없이 '재구 가능한 가장 최근의 공통 조상 언어'로 정의하는 전통적 관점은 슬라브조어에 잘 맞지 않는다. (이렇게 본다면 6세기경 이후의 모든 범슬라브어적 변화를 다양한 자손 언어들 각자의 역사로 분리해서 생각해야 하는 문제가 있다.) 통상적으로 슬라브어학자들은 방언차가 생겨났지만 언어적 통일성이 유지된 이 시기 전체를 '공통 슬라브어(Common Slavic)'로 취급한다.
슬라브조어/공통슬라브어 시기는 크게 세 단계로 구분할 수 있다.
- 방언차가 아예 또는 거의 없던 초기
- 방언차가 약간 내지는 적당히 있던 중기
- 변이가 상당해진 후기

권위자들 간에도 슬라브조어와 공통 슬라브어를 가르는 시점에 대해 이견이 있다. 이 문서에서 기술하는 대상은 흔히 '후기 슬라브조어'(때로 '중기 공통 슬라브어')라고 부르는 중기의 언어가 기준이며, 7~8세기경에 사용되었을 것으로 추정된다. 이 언어는 거의 문증되지 않지만, 그리스 마케도니아 지방의 테살로니키 근방에서 사용되었던 9세기 말의 후기 방언형이 고대 교회 슬라브어 필사본에 남아 있다.

## 같이 보기
- 고대 교회 슬라브어
- 슬라브어파
- 발트슬라브어파
- 어족
- 인터슬라빅

## 참고 문헌
- Derksen, Rick (2008), 《Etymological Dictionary of the Slavic Inherited Lexicon》, Leiden Indo-European Etymological Dictionary Series 4, Leiden: Brill
- Kortlandt, Frederik (1994), “From Proto-Indo-European to Slavic” (PDF), 《Journal of Indo-European Studies》 22: 91–112
- Kortlandt, Frederik (2011), 〈Rise and development of Slavic accentual paradigms〉, 《Baltische und slavische Prosodie》, Frankfurt am Main: Peter Lang, 89–98쪽
- Lunt, Horace G. (1987), “On the relationship of old Church Slavonic to the written language of early Rus'”, 《Russian Linguistics》 11: 133–162, doi:10.1007/BF00242073 (년 이후로 접속 불가 2020-01-22)
- Lunt, Horace G. (2001), 《Old Church Slavonic grammar》, Mouton de Gruyter, ISBN 978-3-11-016284-4
- Olander, Thomas. Proto-Slavic Inflectional Morphology: A Comparative Handbook. Leiden: Brill, 2015.
- Scatton, Ernest (2002), 〈Bulgarian〉,   Comrie, Bernard; Corbett, Greville. G., 《The Slavonic Languages》, London: Routledge, 188–248쪽, ISBN 978-0-415-28078-5
- Schenker, Alexander M. (2002), 〈Proto-Slavonic〉,   Comrie, Bernard; Corbett, Greville. G., 《The Slavonic Languages》, London: Routledge, 60–124쪽, ISBN 978-0-415-28078-5
- Stang, C.S. (1957), 〈Slavonic accentuation〉, 《Historisk-Filosofisk Klasse》, Skrifter utgitt av Det Norske Videnskaps-Akademi i Oslo, II 3, Oslo: Universitetsforlaget
- Verweij, Arno (1994), 〈Quantity Patterns of Substantives in Czech and Slovak〉, 《Dutch Contributions to the Eleventh International Congress of Slavists, Bratislava》, Studies in Slavic and General Linguistics 22, Editions Rodopi B.V., 493–564쪽

## 더 읽어보기
영어
- Bethin, Christina Yurkiw (1998), 《Slavic Prosody: Language Change and Phonological Theory》, Cambridge University Press, ISBN 978-0-521-59148-5
- Comrie, Bernard; Corbett, Greville G., 편집. (2002), 《The Slavonic Languages》, London: Routledge, ISBN 978-0-415-28078-5
- Curta, Florin (2004), “The Slavic Lingua Franca. Linguistic Notes of an Archaeologist Turned Historian”, 《East Central Europe/L'Europe du Centre-Est》 31 (1): 125–148, doi:10.1163/187633004x00134
- Samilov, Michael (1964), 《The phoneme jat' in Slavic》, The Hague: Mouton
- Schenker, Alexander M. (1993), 〈Proto-Slavonic〉,   Comrie, Bernard; Corbett, Greville G., 《The Slavonic languages》 1판, London, New York: Routledge, 60–121쪽, ISBN 978-0-415-04755-5
- Sussex, Roland; Cubberley, Paul (2006), 《The Slavic Languages》, Cambridge University Press, ISBN 9780521223157

기타 언어
- Belić, Aleksandar (1921), “Најмлађа (Трећа) Промена Задњенепчаних Сугласника k, g и h у Прасловенском Језику”, 《Јужнословенски Филолог》 (세르비아어) II: 18–39
- Bräuer, Herbert (1961), 《Slavische Sprachwissenschaft, I: Einleitung, Lautlehre》 (독일어), Berlin: Walter de Gruyter & Co., 69–71, 89–90, 99, 138–140쪽
- Kiparsky, Valentin (1963, 1967, 1975), 《Russische Historische Grammatik》 (독일어) 1–3
- Lehr-Spławiński, Tadeusz (1957), “Z dziejów języka prasłowiańskiego (Urywek z większej całości)”, 《Езиковедски Изследвания В Чест На Академик Стефан Младенов》 (폴란드어) (Sofia)
- Matasović, Ranko (2008), 《Poredbenopovijesna gramatika hrvatskoga jezika》 (크로아티아어), Zagreb: Matica hrvatska, ISBN 978-953-150-840-7
- Milan Mihaljević (2002), 《Slavenska poredbena gramatika, 1. dio, Uvod i fonologija》 (크로아티아어), Zagreb: Školska knjiga, ISBN 978-953-0-30225-9
- Moszyński, Leszek (1984), “Wstęp do filologii słowiańskiej”, 《PWN》 (폴란드어)
- Vaillant, André (1950), 《Grammaire comparée des langues slaves, t.I: Phonétique》 (프랑스어), Lyon—Paris: IAC, 113–117쪽
- Van Wijk, Nikolaas (1956), 《Les langues slaves: de l'unité à la pluralité》, Janua linguarum, series minor (프랑스어) 2판, 's-Gravenhage: Mouton
- Vasmer, Max (1950–1958), 《Russisches etymologisches Wörterbuch》 (독일어), Heidelberg